# Synagoge Kirchhain

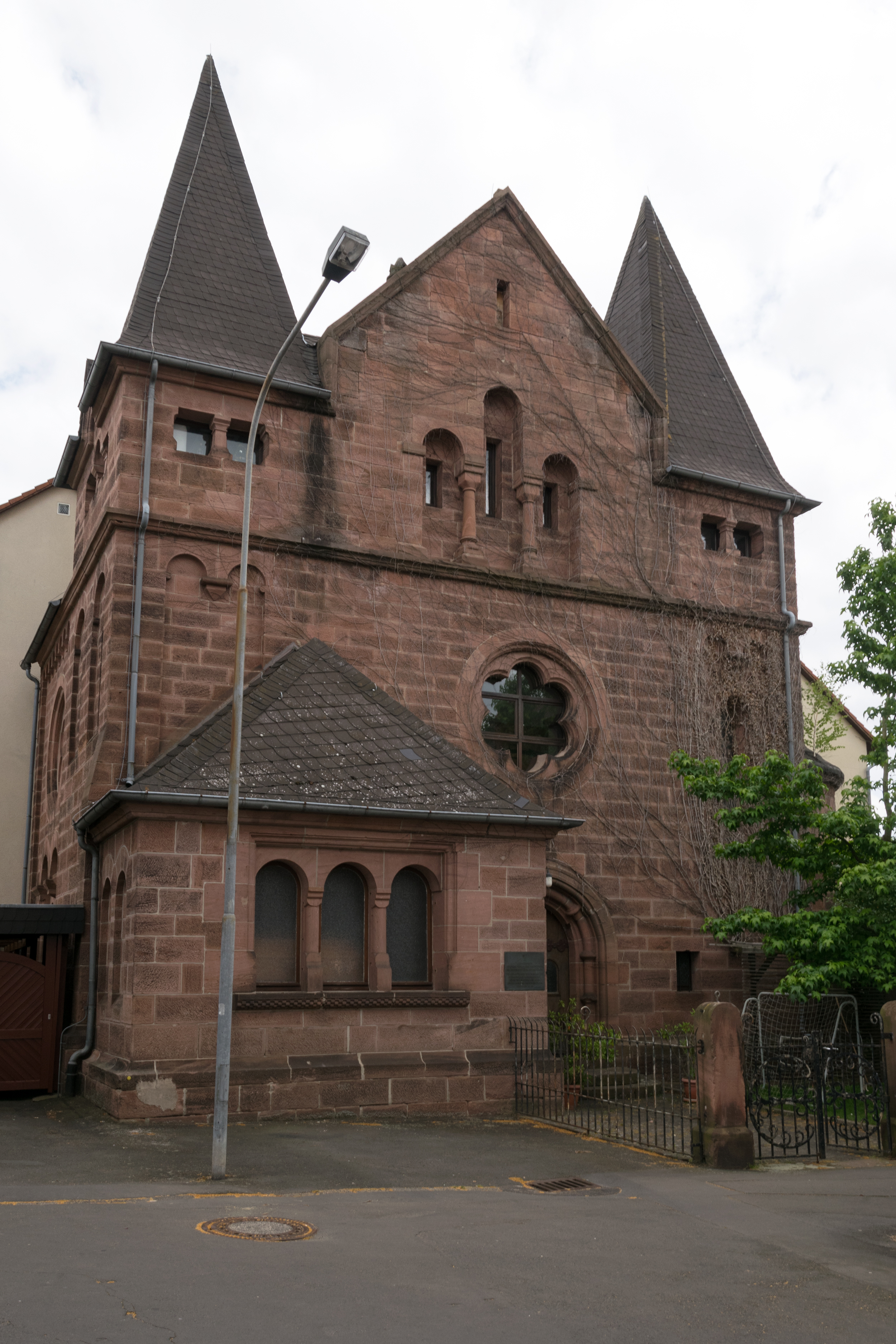
Hauptfassade am Torso der ehemaligen Synagoge von Südwesten. Links im Hintergrund die rückwärtige Mauer des angebauten modernen Gebäudes.

Die Synagoge Kirchhain ist der bauliche Rest der ehemaligen Synagoge von Kirchhain, einer Stadt im Landkreis Marburg-Biedenkopf in Hessen.

## Geschichte
Sicher nachgewiesen sind Einwohner jüdischen Glaubens in Kirchhain seit dem Ende des 16. Jahrhunderts, Gottesdienste der Gemeinde sind seit 1629 bezeugt, die in Privathäusern abgehalten wurden. Da die Zahl der männlichen, religionsmündigen Juden immer recht klein war und ständig die Gefahr bestand, dass das Quorum für ein Minjan nicht erreicht wurde, wurden die Gottesdienste bis 1712 gemeinsam mit den Juden aus Amöneburg gefeiert, die das gleiche Problem hatten. Bis 1879 bestand aber der jüdische Schulverband für beide Städte weiter.:S. 46 f. 1754–1772 war Kirchhain auch Sitz des Landesrabbiners der Landgrafschaft Hessen-Kassel. Seit dem Ende des 18. Jahrhunderts nutzte die jüdische Gemeinde Räume in dem Privathaus eines Gemeindeglieds (heute: Am Markt 5), die dieser der Gemeinde vertraglich, aber unentgeltlich für diesen Zweck überlassen hatte. Wohl in der zweiten Hälfte des 19. Jahrhunderts gelangten die Gebäude in das Eigentum der jüdischen Gemeinde, die sie bis 1904 nutzte. Anschließend wurden die Gebäude an einen Handwerker verkauft, der sie für seine Bedürfnisse so umbaute, dass bauliche Spuren der Nutzung als Synagoge nicht erhalten sind.:S. 48

## Synagoge
Der starke Zuwachs der Gemeinde in der zweiten Hälfte des 19. Jahrhunderts und die wirtschaftliche Prosperität vieler ihrer Mitglieder schufen die Voraussetzung für den Bau der Synagoge. 1899 wurde dafür ein Grundstück erworben. Im Frühjahr 1903 wurde mit dem Bau begonnen und die Synagoge konnte am 17. August 1904 durch Rabbiner Markus Horovitz aus Frankfurt am Main eingeweiht werden. Architekten waren die Marburger August Dauber und Otto Eichelberg. Die Baukosten beliefen sich auf 38.000 Mark. Gegenüber der Synagoge wurde ein Gemeindehaus errichtet, das eine Lehrerwohnung und die Mikwe beherbergte.:S. 49
Für die Synagoge wurde der neuromanische Stil gewählt. Vorbild soll die Synagoge von Baden-Baden gewesen sein. In ihrer äußeren Form ist die Kirchhainer Synagoge zeitgleich errichteten Kirchengebäuden sehr ähnlich – bis hin zu einer Zweiturmfassade. Die „Türme“ sind allerdings stark eingekürzt. Sie tragen Zeltdächer. Nur diese ragen über den Giebel der Westfassade hinaus. Baumaterial des Gebäudes ist rötlicher Sandstein. Der Gebetsraum war im Grundriss nahezu quadratisch und wurde im Nordosten durch einen Chor abgeschlossen. Die Frauenempore lief an drei Seiten um und hatte an der Südseite ein separates Treppenhaus, das von einem gemeinsamen Eingangsbereich abzweigte. Die Synagoge war für 600 Personen ausgelegt. Sie hatte 80 Sitzplätze für Männer und 100 für Frauen.:S. 49

## Zerstörung
1933 lebten in Kirchhain ca. 60 Jüdische Familien.:S. 50 Während des Novemberpogroms wurde die Synagoge bereits am 8. November 1938 im Innern verwüstet, das Gebäude aber blieb erhalten. Am 12. Dezember des gleichen Jahres musste die jüdische Gemeinde die Synagoge an die politische Gemeinde für 3.000 Mark verkaufen. Auch das Gemeindehaus wurde von der Stadt übernommen. Beide Grundstücke veräußerte sie an Private weiter. Den Zweiten Weltkrieg überstand das Synagogengebäude als Lagerraum. Anschließend allerdings brachen die Eigentümer 1945/46 den östlichen Teil des Gebäudes ab und schlossen den Torso mit einer Ziegelmauer. Der heute unmittelbar angrenzende Neubau wurde 1979/80 errichtet.:S. 51 Nach wiederholtem Eigentümerwechsel sollte 1975 auch der westliche Torso abgerissen werden. Das scheiterte aber an der Intervention der Kreisverwaltung und des Landesamtes für Denkmalpflege Hessen, das den Gebäuderest unter Denkmalschutz stellte. Seitdem ist der Torso Kulturdenkmal aufgrund des Hessischen Denkmalschutzgesetzes. Der Gebäuderest befindet sich in privater Hand und wird zum Wohnen genutzt. Das Gemeindehaus dagegen wurde abgerissen, das Grundstück dann als Parkplatz genutzt.

## Gedenken
Die Synagoge liegt Hinter der Post 8 (eigentlich: Römerstraße 8) in Kirchhain. Zum 50. Jahrestag des Novemberpogroms wurde im November 1988 am Gebäude eine Gedenktafel angebracht, deren Text lautet: Zum Gedenken an unsere verfolgten, vertriebenen und ermordeten jüdischen Mitbürger. Bis zum November 1938 war dies die Synagoge, das Gotteshaus der jüdischen Gemeinde Kirchhain. Zum 50. Jahrestag ihrer Verwüstung. Stadt Kirchhain.